# Les Marins perdus (film)
Pour les articles homonymes, voir Les Marins perdus.
Pour plus de détails, voir Fiche technique et Distribution.
Les Marins perdus est un film français réalisé par Claire Devers sorti en 2003, adapté du roman Les Marins perdus de Jean-Claude Izzo.

## Synopsis
Un cargo est bloqué à quai avec son équipage de marins étrangers dans le port de Marseille. Chacun attend que l'armateur consente à débloquer de l'argent pour payer les salaires. Les marins ont le choix entre attendre encore un temps indéfini ou toucher une partie de leur solde et rentrer chez eux. La plupart d'entre eux optent pour la deuxième solution. Restent à bord le capitaine, Abdul, et son second, Diamantis. Peu de temps après ils assistent au retour de Nedim, qui s'est fait dépouiller de son passeport et de son argent dans un bar de nuit. Les trois hommes vont vivre à bord, mais en l'absence du travail et de la vie en mer qui les unissaient, ils vont être amenés à se recentrer chacun sur eux-mêmes, ce qui mènera le capitaine au bord de la folie...

## Fiche technique
- Titre : Les Marins perdus
- Réalisation : Claire Devers
- Scénario : Claire Devers et Jean-Pol Fargeau d'après le roman Les Marins perdus de Jean-Claude Izzo
- Production : Maurice Bernart
- Musique : Stéphane Moucha et Gabriel Yared
- Photographie : Christophe Pollock
- Montage : Aurique Delannoy
- Décors : Carlos Conti et Roland Fruytier
- Costumes : Catherine Bouchard
- Pays d'origine :  France
- Format : couleurs - 35 mm
- Genre : drame
- Durée : 107 minutes
- Date de sortie : 12 novembre 2003[réf. nécessaire] en France

## Distribution
- Bernard Giraudeau : Diamantis
- Miki Manojlović : Abdul Aziz
- Sergio Peris-Mencheta : Nedim
- Marie Trintignant : Mariette
- Audrey Tautou : Lalla
- Nozha Khouadra : Gaby
- Darry Cowl : Falco
- Bakary Sangaré : Ousbène l'Ivoirien
- Ivan Franek : Le Marocain
- Miglen Mirtchev : Subotica, le Hongrois
- Maryline Even : Gisèle
- Moussa Maaskri : Sergio, le videur
- Veronica Novak : La prostituée
- Suliane Brahim
- Amina Annabi
- Princess Erika